# Жалякальнисское еврейское кладбище
Жалякальнисское еврейское кладбище (Еврейское кладбище Жалякальнис; лит. Žaliakalnio žydų kapinės) — самое большое и главное кладбище Каунаса на время своего основания. Кладбище внесено в Регистр культурных ценностей. Расположено на Радвиленском шоссе в районе Жалякальнисе города Каунас. Здесь похоронены многие известные люди, активно участвовавшие в культурной и общественной жизни города. Помимо самого кладбища, надгробные плиты певца Даниэля Дольскиса и художника Якоба Мезенблия были объявлены отдельными объектами культурного наследия.

## История
Кладбище, основанное в 1861 году было самым большим и главным в Каунасе. Создание кладбища было вызвано тем, что из-за частых речных наводнений евреям не всегда удавалось доставить покойных на расположенное за городом еврейское кладбище в Вилиямполе. Кладбище было закрыто в 1952 году. В советское время кладбище приходило в упадок — были похищены каменные памятники, снесены мавзолеи. Через 7 лет после получения Литвой независимости, в 1998 году, кладбище было включено в Реестр культурных ценностей Литовской Республики (уникальный код объекта — 11394). Кладбище огорожено бетонным забором, часть забора из металла. Главный вход, расположенный на юго-западной стороне, снабжен металлическими воротами. Пред входом стоит гранитный памятник с вырезанной в верхней части звездой Давида и надписью на двух языках.
В 2003 году в канун дня начала геноцида евреев Литвы кладбище было осквернено вандалами.
В октябре 2007 года группа раввинов из Израиля и США литовского происхождения посетила Каунас и возник серьёзный скандал. Раввины были потрясены, увидев разрушенные и разграбленные памятники. Они заявили о намерении информировать мировую еврейскую общественность об осквернении Каунасского кладбища, просьбе передачи его в ведение Каунасской еврейской религиозной общины и сбора средств для облагораживания территории. После того как в средства массовой информации попало мнение шокированных раввинов, лидеры Каунаса извинились перед местной еврейской общиной за уничтожение могил и обратились в полицию с просьбой патрулирования входов на кладбище и о ходатайстве обустройства территории. Члены Каунасской еврейской общины из личных средств восстановили ряд могил.
В 2015 году Каунасским городским самоуправлением было объявлено о решении привести в порядок еврейское кладбище. Была приведена в порядок территория в 8 гектаров. К инициативе присоединились студенты Университета им. Витаутаса Великого, сфотографировавшие около шести тысяч мацев (надгробных плит). В этом же году к городскому самоуправлению был передан проект о переименовании кладбища в Каунасский парк памяти евреев, но горсовет отклонил такое решение.

### Акции памяти
23 ноября 2019 года на кладбище прошла торжественная церемония памяти воинов Литовской армии еврейского происхождения, боровшихся за независимость Литвы в 1919—1920 годах. 26 июня 2020 года еврейская община и общественность города почтила память жертв погрома во дворе гаража «Лиетукис» и на еврейском кладбище Жалякальнис был прочтен Кадиш.

## Известные похороненные

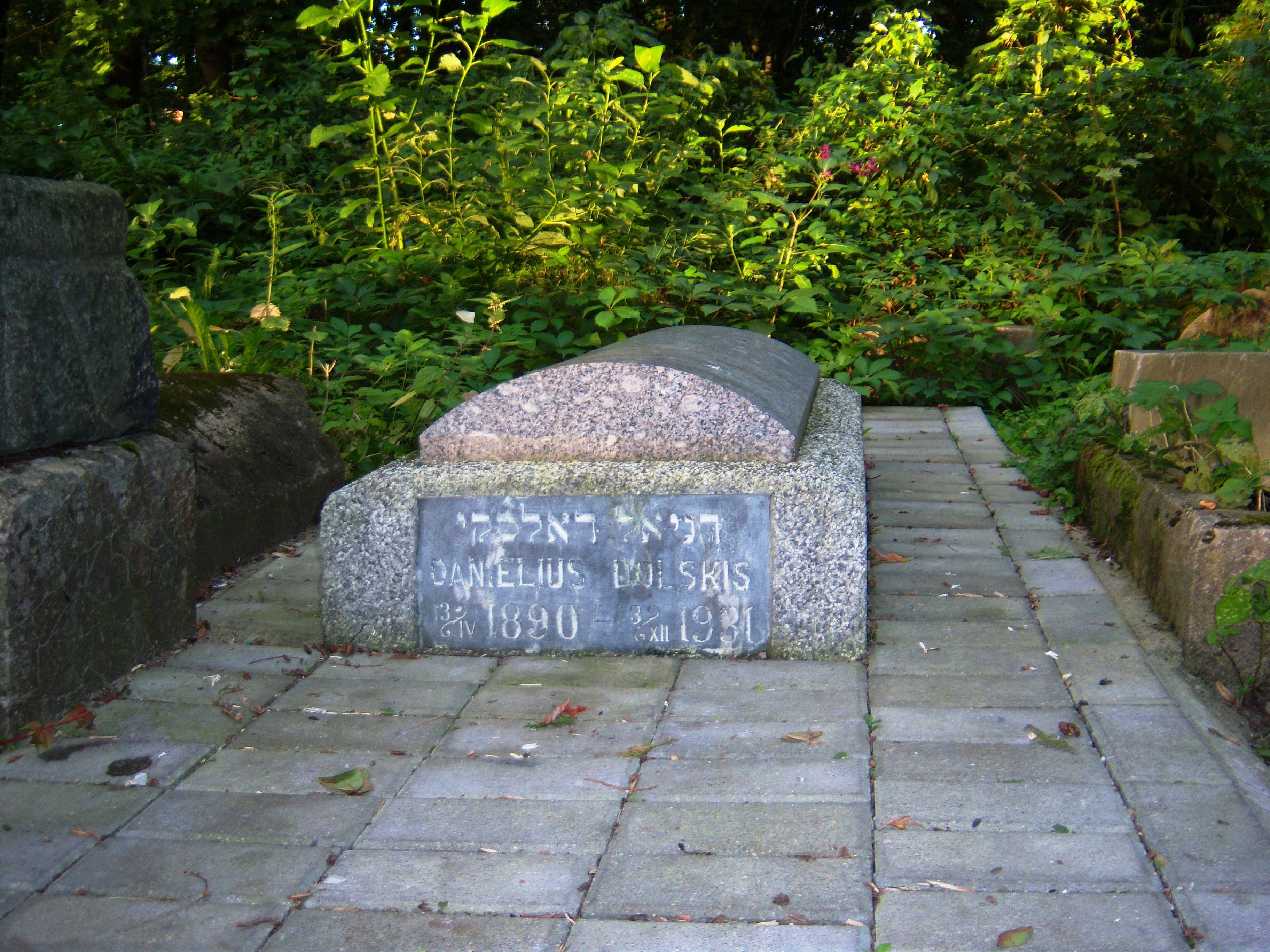
Могила певца Д. Дольскиса

- Даниэлюс Дольскис[1] (Даниил Дольский) — певец, родоначальник литовской эстрады[12];
- Яков Месенблюм[1] — художник;
- Яков Лифшиц[10];
- Хаим Рафалевич[10];
- Иосиф Лившин[10];
- Элияшев Баумахшев[10] — литературный критик;
- и многие другие.

На кладбище похоронены и жертвы Холокоста. Кроме этого, предполагается, что здесь покоятся около 60 еврейских мужчин, уничтоженных во время Каунасского погрома.